# Arbuzinka
Arbuzinka (en ucraniano: Арбузинка, romanizado: Arbuzynka) es un pueblo ucraniano perteneciente al óblast de Mikolaiv. Situado en el sur del país, forma parte del raión de Pervomaisk y es centro del municipio (hromada) homónimo.  

## Toponimia
El nombre de la ciudad en ruso es también Arbuzinka (en ruso: Арбузинка).

## Geografía
Arbuzinka se encuentra a orillas del río Arbuzinka, un afluente derecho del río Mertvovid, 19 km al noreste de Yuzhnoukrainsk y 131 km al noroeste de Mikolaiv.  

## Historia
Arbuzinka fue fundada como Jaidamatske por cosacos de Zaporiyia antes de 1775. En 1816, Arbuzinka se convirtió en un asentamiento militar que perteneció al uyezd de Yelisavetgrad de la gobernación de Jersón del Imperio ruso. En 1828, el uyezd de Yelisavetgrad se fusionó con el uyezd de Olviopol en el uyezd de Bóbrinets. En 1857 se abolieron los asentamientos militares. En 1865, el centro administrativo del uyezd de Bóbrinets se trasladó a Yelisavetgrad y el uyezd pasó a llamarse igual. Arbuzynka era un seló y pertenecía al vólost de Konstantínivka.
El 16 de abril de 1920, la gobernación de Jersón pasó a llamarse gobernación de Mikolaiv y el 21 de octubre de 1922 se fusionó con la gobernación de Odesa. En 1923, se abolieron los distritos de la República Socialista Soviética de Ucrania y las gobernaciones se dividieron en ókrugs. En 1925, las gobernaciones fueron abolidas y los ókrugs quedaron directamente subordinados a la República Socialista Soviética de Ucrania. En 1930 se abolieron los ókrugs y en 1931 se estableció el raión de Arbuzinka, con el centro administrativo en el pueblo que entonces tenía el nombre de Jarbuzinka (en ucraniano: Гарбузинка). El 27 de febrero de 1932, se estableció el óblast de Odesa y el raión de Arbuzinka se incluyó en el óblast de Odesa. Durante el Holodomor (1932-1933), murieron al menos 138 habitantes del pueblo.
Durante la Segunda Guerra Mundial, Arbuzinka fue ocupada por las tropas de la Wehrmacht el 5 de agosto de 1941 y liberada por las tropas del Ejército Rojo el 21 de marzo de 1944.
En 1944, el raión de Arbuzinka fue transferido al óblast de Mikolaiv. En 1946, Harbuzynka pasó a llamarse Arbuzynka de forma oficial. En 1967, a Arbuzinka se le concedió el estatus de asentamiento de tipo urbano.
Hasta el 18 de julio de 2020, Arbuzinka fue el centro administrativo del raión de Arbuzinka. El raión se abolió en julio de 2020 como parte de la reforma administrativa de Ucrania, que redujo el número de riones del óblast de Mikolaiv a cuatro. El área del raión se fusionó con el raión de Pervomaisk.En 2023, Arbuzinka perdió el estatus de asentamiento de tipo urbano en la legislación ucraniana debido a la eliminación de este estatus administrativo.

## Demografía
La evolución de la población de Arbuzinka entre 1857 y 2022 fue la siguiente:
| 2390                                                          | 4882 | 4413 | 7171 | 7569 | 8341 | 8178 | 7416 | 6407 | 6390 | 6266 | 5954 |
| (Fuente: Cities & Towns of Ukraine y UKRAINE: Größere Städte) |      |      |      |      |      |      |      |      |      |      |      |

Según el censo de 2001, la lengua materna de la mayoría de los habitantes, el 93,7%, es el ucraniano; del 3,89% es el ruso; y del 1,49%, el rumano.

## Infraestructura

### Transportes
La estación de tren más cercana, a unos 4 km al oeste, se encuentra en Kavuni, en la línea ferroviaria que conecta Odesa y Pomichna.

## Personas destacadas
- Kuksha de Odesa (1875-1964): religioso ortodoxo y santo de la iglesia ortodoxa ucraniana canonizado en 1995.
- Zinovie Serdiuk (1903-1982): político soviético que fue primer secretario del Partido Comunista de la RSS de Moldavia (1954-1961).

## Galería

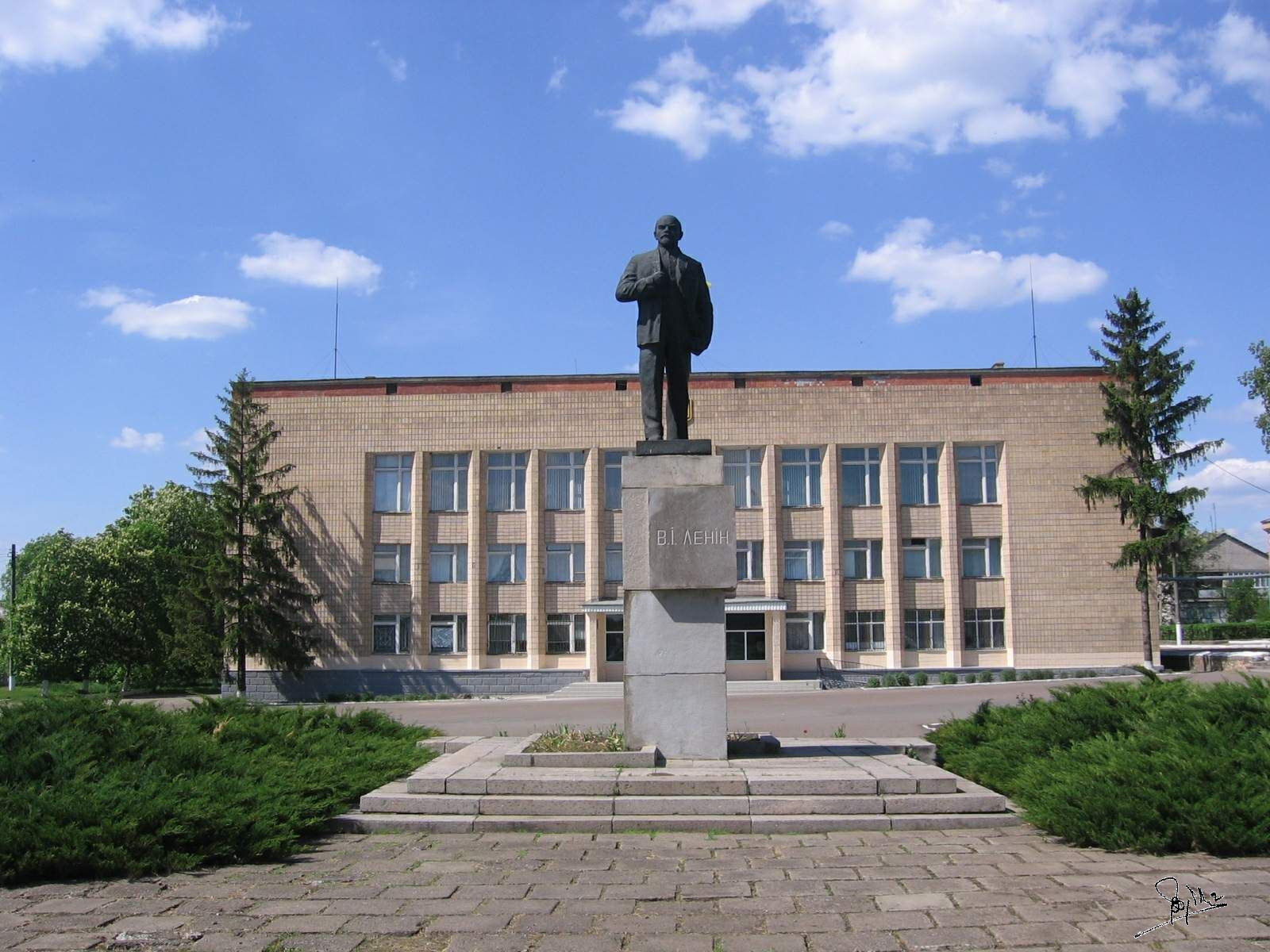
Edificio soviético con la antigua estatua de Lenin
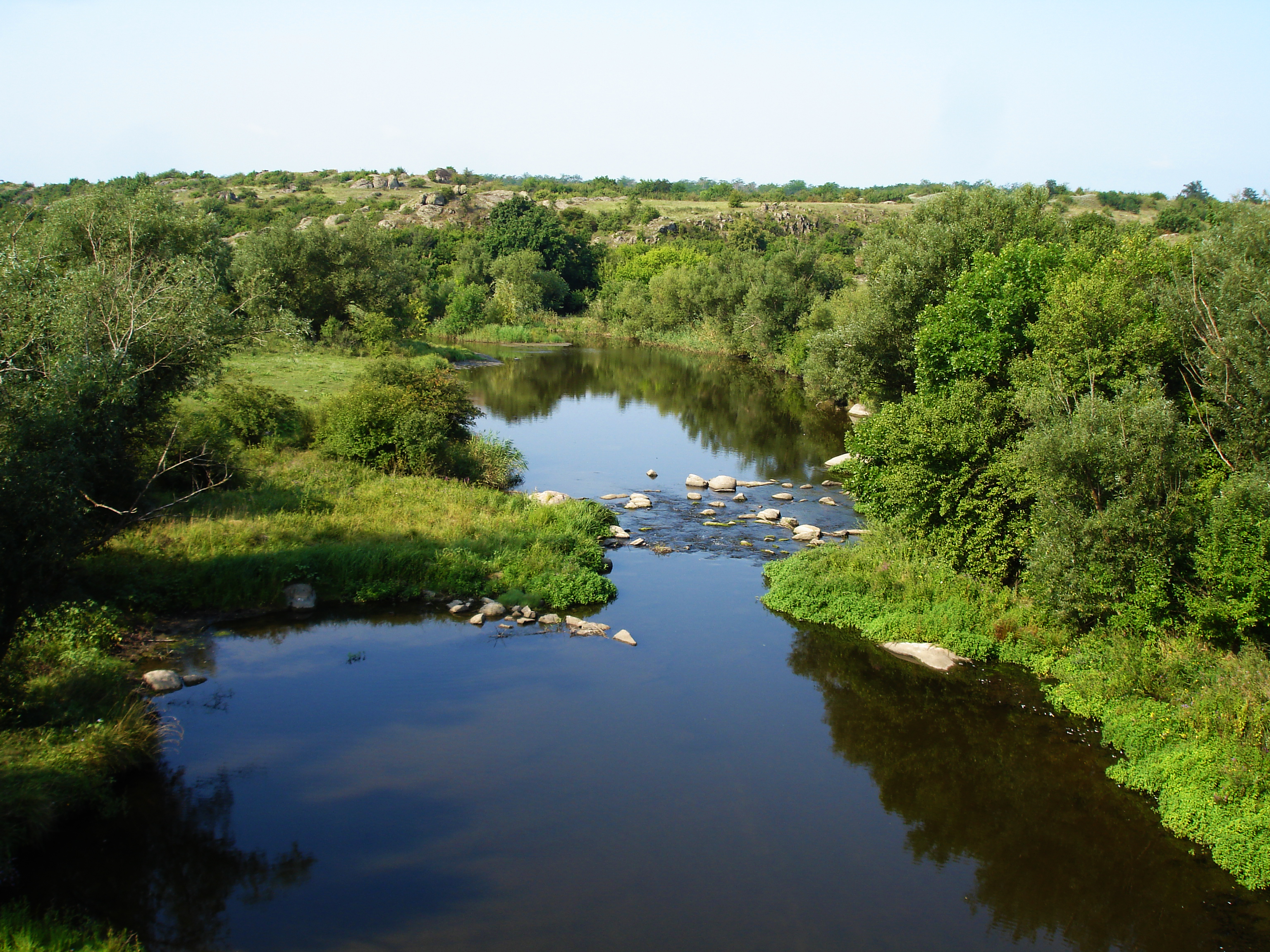
Río Arbuzinka